# Mads Rydicher
Mads Rydicher (né le 30 mai 1987) est un coureur cycliste danois, champion du Danemark sur route espoirs en 2008.

## Palmarès sur route
- 2008
  -  Champion du Danemark sur route espoirs